# Lijst van voetbalinterlands Oostenrijk - Paraguay
Deze lijst van voetbalinterlands is een overzicht van alle officiële voetbalwedstrijden tussen de nationale teams van Oostenrijk en Paraguay. De landen speelden tot op heden een keer tegen elkaar. Dat was een vriendschappelijke wedstrijd op 2 juni 2007 in Wenen.

## Wedstrijden
| № | Plaats | Datum       | Competitie        | Wedstrijd             | Uitslag |
| - | ------ | ----------- | ----------------- | --------------------- | ------- |
| 1 | Wenen  | 2 juni 2007 | Vriendschappelijk | Oostenrijk – Paraguay | 0 – 0   |

## Samenvatting
| Competitie        | Totaal gespeeld | Winst Oostenrijk | Gelijk | Winst Paraguay | Doelsaldo Oostenrijk – Paraguay |
| ----------------- | --------------- | ---------------- | ------ | -------------- | ------------------------------- |
| Vriendschappelijk | 1               | 0                | 1      | 0              | 0 − 0                           |
| Totaal            | 1               | 0                | 1      | 0              | 0 − 0                           |

## Details

### Eerste ontmoeting
| Vriendschappelijk (Wenen, Oostenrijk, 2 juni 2007): |              | |
| Oostenrijk | 0 – 0        | Paraguay |
| | goals        | |
| Josef Hickersberger | bondscoach   | Gerardo Martino |
| Jürgen Macho Joachim Standfest Martin Hiden Martin Stranzl 46' Markus Katzer Cem Atan 46' Christoph Leitgeb 67' René Aufhauser 46' Andreas Ivanschitz Christian Fuchs 46' Roland Linz 77' | opstellingen | Justo Villar Paulo da Silva Julio César Manzur Dario Verón Christian Riveros 75' Edgar Barreto 67' Julio dos Santos Carlos Bonet Aureliano Torres 83' Óscar Cardozo Roque Santa Cruz |
| Sebastian Prödl 46' Erwin Hoffer 46' Yüksel Sariyar 46' Jürgen Säumel 46' Andreas Ibertsberger 67' Sanel Kuljić 77'                                                                       | wissels      | 67' Nelson Cuevas 75' Enrique Vera 83' Dante Lopez |
| Andreas Ivanschitz 34' | gele kaarten | 65' Paulo da Silva 87' Enrique Vera |
| - Debuut van Erwin Hoffer (SK Rapid Wien) voor Oostenrijk. |              | |

ÖFB · A-internationals · Selecties · Bondscoaches · Oostenrijks vrouwenelftal · Olympisch elftal · Oostenrijk U21 · Oostenrijk U20 · Oostenrijk U19 · Oostenrijk U18 · Oostenrijk U17 · Oostenrijk U16 · Vrouwen U17
1902 – 1919 ·
1920 – 1929 ·
1930 – 1939 ·
1940 – 1949 ·
1950 – 1959 ·
1960 – 1969 ·
1970 – 1979 ·
1980 – 1989 ·
1990 – 1999 ·
2000 – 2009 ·
2010 – 2019 ·
2020 – 2029
EK's: 2008 · 
2016 · 
2020 · 
2024
WK's: 1934 · 
1954 · 
1958 · 
1978 · 
1982 · 
1990 · 
1998
OS: 1912 ·
1936 ·
1948 ·
1952
1902 · 
1903 · 
1904 · 
1905 · 
1906 · 
1907 · 
1908 · 
1909 · 
1910 · 
1911 · 
1912 · 
1913 · 
1914 · 
1915 · 
1916 · 
1917 · 
1918 · 
1919 · 
1920 · 
1921 · 
1922 · 
1923 · 
1924 · 
1925 · 
1926 · 
1927 · 
1928 · 
1929 · 
1930 · 
1931 · 
1932 · 
1933 · 
1934 · 
1935 · 
1936 · 
1937 · 
1938 · 1939 · 1940 · 1941 · 1942 · 1943 · 1944 · 1945 · 
1946 · 
1947 · 
1948 · 
1949 · 
1950 · 
1952 · 
1952 · 
1953 · 
1954 · 
1955 · 
1956 · 
1957 · 
1958 · 
1959 · 
1960 · 
1961 · 
1962 · 
1963 · 
1964 · 
1965 · 
1966 · 
1967 · 
1968 · 
1969 · 
1970 · 
1971 · 
1972 · 
1973 · 
1974 · 
1975 · 
1976 · 
1977 · 
1978 · 
1979 · 
1980 · 
1981 · 
1982 · 
1983 · 
1984 · 
1985 · 
1986 · 
1987 · 
1988 · 
1989 · 
1990 ·
1991 · 
1992 · 
1993 · 
1994 · 
1995 · 
1996 · 
1997 · 
1998 · 
1999 · 
2000 · 
2001 · 
2002 · 
2003 · 
2004 · 
2005 · 
2006 · 
2007 · 
2008 · 
2009 · 
2010 · 
2011 · 
2012 · 
2013 · 
2014 · 
2015 · 
2016 · 
2017 · 
2018 · 
2019 · 
2020 · 
2021 ·
2022
Albanië ·
Algerije ·
Andorra ·
Argentinië ·
Azerbeidzjan ·
België ·
Bosnië en Herzegovina ·
Brazilië ·
Bulgarije ·
Canada ·
Chili ·
Costa Rica ·
Cyprus ·
Denemarken ·
DDR ·
Duitsland ·
Egypte ·
Engeland ·
Estland ·
Faeröer ·
Finland ·
Frankrijk ·
Georgië ·
Ghana ·
Griekenland ·
Hongarije ·
Ierland ·
IJsland ·
Iran ·
Israël ·
Italië ·
Ivoorkust ·
Japan ·
Joegoslavië ·
Kameroen ·
Kazachstan ·
Kroatië ·
Letland ·
Liechtenstein ·
Litouwen ·
Luxemburg ·
Malta ·
Moldavië ·
Montenegro ·
Nederland ·
Nigeria ·
Noord-Ierland ·
Noord-Macedonië ·
Noorwegen ·
Oekraïne ·
Paraguay ·
Peru ·
Polen ·
Portugal ·
Roemenië ·
Rusland ·
San Marino ·
Schotland ·
Servië ·
Slovenië ·
Slowakije ·
Sovjet-Unie ·
Spanje ·
Trinidad en Tobago ·
Tsjechië ·
Tsjecho-Slowakije ·
Tunesië ·
Turkije ·
Uruguay ·
Venezuela ·
Verenigde Staten ·
Wales ·
Wit-Rusland ·
Zweden ·
Zwitserland
Algerije (1982) · 
Chili (1982) · 
Duitsland (2008) · 
Frankrijk (1982) · 
Hongarije (2016) · 
Italië (2021) · 
Kroatië (2008) · 
Nederland (2021) · 
Noord-Ierland (1982) · 
Noord-Macedonië (2021) · 
Oekraïne (2021) · 
Polen (2008) ·  
Portugal (2016) · 
West-Duitsland (1982)
APF · A-internationals · Selecties · Bondscoaches · Paraguayaans vrouwenelftal · Paraguay U21 · Paraguay U20 · Paraguay U19 · Paraguay U18 · Paraguay U17
1919 – 1929 · 
1930 – 1939 · 
1940 – 1949 · 
1950 – 1959 · 
1960 – 1969 · 
1970 – 1979 · 
1980 – 1989 · 
1990 – 1999 · 
2000 – 2009 · 
2010 – 2019 ·
2020 − 2029
WK 1930 · 
WK 1950 · 
WK 1958 · 
WK 1986 · 
WK 1998 · 
WK 2002 · 
WK 2006 · 
WK 2010
OS 1992 · 
OS 2004
1919 · 
1920 · 
1921 · 
1922 · 
1923 · 
1924 · 
1925 · 
1926 · 
1927 · 
1928 · 
1929 · 
1930 · 
1931 · 
1932–1936 · 
1937 · 
1938 · 
1939 · 
1940 · 
1941 · 
1942 · 
1943 · 
1944 · 
1945 · 
1946 · 
1947 · 
1948 · 
1949 · 
1950 · 
1951–1952 · 
1953 · 
1954 · 
1955 · 
1956 · 
1957 · 
1958 · 
1959 · 
1960 · 
1961 · 
1962 · 
1963 · 
1964 · 
1965 · 
1966 · 
1967 · 
1968 · 
1969 · 
1970 · 
1971 · 
1972 · 
1973 · 
1974 · 
1975 · 
1976 · 
1977 · 
1978 · 
1979 · 
1980 · 
1981 · 
1982 · 
1983 · 
1984 · 
1985 · 
1986 · 
1987 · 
1988 · 
1989 · 
1990 · 
1991 · 
1992 · 
1993 · 
1994 · 
1995 · 
1996 · 
1997 · 
1998 · 
1999 · 
2000 · 
2001 · 
2002 · 
2003 · 
2004 · 
2005 · 
2006 · 
2007 · 
2008 · 
2009 · 
2010 · 
2011 · 
2012 · 
2013 · 
2014 · 
2015 · 
2016 ·
2017 ·
2018 ·
2019 ·
2020 ·
2021 ·
2022
Argentinië ·
Armenië ·
Australië ·
Bahrein ·
België ·
Bolivia ·
Bosnië en Herzegovina · 
Brazilië ·
Bulgarije ·
Canada ·
Chili ·
China ·
Colombia ·
Costa Rica ·
Denemarken ·
Duitsland ·
Ecuador ·
El Salvador ·
Engeland ·
Frankrijk ·
Georgië ·
Griekenland ·
Guadeloupe ·
Guatemala ·
Honduras ·
Hongarije ·
Hongkong ·
Ierland ·
Indonesië ·
Irak ·
Iran ·
Italië ·
Ivoorkust ·
Jamaica ·
Japan ·
Joegoslavië ·
Jordanië ·
Kameroen ·
Marokko ·
Mexico ·
Nederland ·
Nicaragua ·
Nieuw-Zeeland ·
Nigeria ·
Noord-Korea ·
Noord-Macedonië ·
Noorwegen ·
Oman ·
Oostenrijk ·
Panama ·
Peru ·
Polen ·
Portugal ·
Qatar ·
Roemenië ·
Saoedi-Arabië ·
Schotland ·
Servië ·
Slovenië ·
Slowakije ·
Spanje ·
Togo ·
Trinidad en Tobago ·
Tsjechië ·
Turkije ·
Uruguay ·
Venezuela ·
Verenigde Arabische Emiraten ·
Verenigde Staten ·
Wales ·
Zuid-Afrika ·
Zuid-Korea ·
Zweden
Engeland (2006) · 
Italië (2010) · 
Slovenië (2002) · 
Spanje (2002) · 
Trinidad en Tobago (2006) · 
Zuid-Afrika (2002) · 
Zweden (2006)